# 구제선택
구제선택(election of remedies)이란 미국의 민사소송법 상의 원칙으로 피해자가 피해를 보상받기 위한 법률적 구제방법을 선택하는 것을 말한다. 예를 들어 그림을 강탈당한 피해자가 그림의 가치에 해당하는 금액을 청구하거나 아니면 그림의 반환을 요구하거나 두 구제방법 중 하나를 선택할 수 있는 것이다. 하지만 두 방법 모두를 청구할 수는 없다. 과거 영국 커먼로상에서는 소를 제기하는 시점에서 구제방법을 선택하여야 했으나 현재는 판결이 선고되기 전에 할 수 있도록 완화되었다.